# ダイワハウス・モーニングエッセイ 川井郁子ハートストリングス
ダイワハウス・モーニングエッセイ 川井郁子 ハートストリングス（ダイワハウス・モーニングエッセイ かわいいくこ ハートストリングス）は2007年10月1日から2021年3月31日まで平日の午前中に放送されていたニッポン放送制作のラジオ番組。バイオリニスト・川井郁子の冠番組で、大阪市北区に本社のあるダイワハウスが単独で提供していることから、同市内に本社のある朝日放送ラジオ（ABCラジオ）でも時差ネット方式で放送されていた。

## 概要
バイオリン等で演奏される曲をBGMに、川井が毎回、1つの名言や短い詩を朗読。その作品に込められた日常生活への教訓や、作者にまつわるエピソードなどを手短に語ったうえで、「それでは今日も、素敵な一日でお過ごし下さい」というメッセージで締めくくる。
ニッポン放送・朝日放送ラジオとも、自社で制作する生ワイド番組にフロート番組として内包。ダイワハウスの単独提供による事前収録番組でもあるため、当該時間帯で年末年始などに特別番組を編成した場合にも放送された。
ただし、2019年4月15日（月曜日）から6月28日（金曜日）までは、川井郁子 ハートストリングスというタイトルで放送されていた。ダイワハウスが前週（4月12日）に公表した戸建て住宅・賃貸住宅の建築基準不適合問題に伴って提供とCMの出稿を見合わせたことによる措置で、オープニングでは、通常のタイトルコールからダイワハウス・モーニングエッセイの部分と提供クレジット（いずれもニッポン放送の女性アナウンサーによるアナウンス）を編集で割愛した音源を使用。本編の前後に設けているCMの放送枠ではACジャパン関連のCM、エンディングの提供クレジット枠ではフィラー音楽を流すことで対応していた。同年7月1日（月曜日）放送分から、ダイワハウスが提供とCMの出稿を再開したことに伴って、ダイワハウス・モーニングエッセイというタイトルが復活。
13年半にわたって放送されてきたが、2021年3月31日（水曜日）放送分で終了した。なお、朝日放送ラジオでは翌4月1日（木曜日）から、ダイワハウスの提供枠を『朝も早よから 芦沢誠です』（月 - 木曜日）『朝も早よから 桂紗綾です』（金曜日、いずれも終了時点での内包先番組）の「ABC交通情報」（番組終了間際の6:25頃に放送）へ移動している。

## 提供読み
少なくとも2020年7月の放送分では、川井自身がタイトルコールとセットで担当。かつては、ニッポン放送のアナウンサーによるアナウンス音源を用いていた。
- 2007年10月1日 - 2009年3月27日：那須恵理子
- 2009年3月30日 - 2010年6月25日：増山さやか
- 2010年6月28日 - 2019年3月29日：那須恵理子
- 2019年4月1日 - 終了時期不明：那須恵理子(月 - 木曜日)、増山さやか(金曜日)

前述した事情から、2019年4月15日から6月28日までは、提供クレジットのアナウンスの放送を自粛。

## 番組終了時点での放送時間
- ニッポン放送

月 - 金　8:22頃 - 8:26頃（金曜日のみ『春風亭一之輔　あなたとハッピー』/他曜日は『垣花正 あなたとハッピー!』内）
2007.10.1 - 2010.6.25は『上柳昌彦のお早うGoodDay!』内で放送。
2010.7.1 - 2019.3.29の金曜日には、当時編成されていた『垣花正のあなたとハッピー!』金曜版内で放送。
- 朝日放送ラジオ（ABCラジオ）

月 - 金　6:10頃 - 6:14頃（金曜日のみ『朝も早よから 桂紗綾です』/他曜日は『朝も早よから 芦沢誠です』内）
2007.10.1 - 2009.10.2は『蕭秀華のおはようパートナー』内で放送。
2009.10.2 - 2010.10.1は『永尾光湖のおはようパートナー』内で放送。
2010.10.4 - 2016.6.24は『慶元まさ美のおはようパートナー』内で放送。
2016.6.27 - 2016.9.23は、ABC創立65周年記念連続ラジオドラマ 『ナデシコですから』（全65回）を毎週月 - 金の6:15 - 6:30に編成した関係で、独立番組として6:10 - 6:15に放送。
2016.9.26 - 2018.12.31は『朝も早よから 中原秀一郎です』内で放送。

## 特別番組
いずれもニッポン放送のみ放送。
- 「川井郁子ハートストリングス増刊号〜親子で楽しむ童謡とクラシック〜」

2011年11月23日　15:00 - 15:56（アシスタント：新保友映アナウンサー）
- 「川井郁子ハートストリングス増刊号〜今こそ和の時代〜」

2013年12月30日　15:00 - 15:57（ゲスト：武田双雲）
- 「川井郁子ハートストリングス増刊号〜デビュー15周年のハーモニー〜」

2016年1月11日　12:00 - 13:00（アシスタント：新保友映アナウンサー）